# Boarmia miocrota
Boarmia miocrota är en fjärilsart som beskrevs av George Francis Hampson 1907. Boarmia miocrota ingår i släktet Boarmia och familjen mätare. Inga underarter finns listade i Catalogue of Life.